# Bondsarchieven van Zwitserland
De Bondsarchieven van Zwitserland (Duits: Schweizerisches Bundesarchiv, Frans: Archives fédérales suisses, Italiaans: Archivio federale svizzero) zijn de nationale archieven van Zwitserse Confederatie. De kantons hebben eigen kantonnale archieven.

## Beschrijving
In 2018 telden de Bondsarchieven 66.386 meter fysieke documenten en 20,7 terabyte aan digitale documenten. In datzelfde jaar hadden de archieven een werkingsbudget van 19,2 miljoen Zwitserse frank.
De Bondsarchieven werden in mei 1849 opgericht door de wet op de organisatie van de federale administratie. De Bondsarchieven omvatten de archieven van Zwitserland ten tijde van de Helvetische Republiek, de Confederatie van de XIX kantons, de Confederatie van de XXII kantons en de Zwitserse Confederatie, het moderne Zwitserland. In de 19e eeuw hadden de Bondsarchieven vooral een geschiedkundige functie, waarbij de archieven zelf geschiedkundige werken uitbrachten.
Het gebouw van de Bondsrachieven werd gebouwd tussen 1896 en 1899 onder leiding van architect Theodor Gohl. Tussen 1980 en 1985 werd het gebouw gerenoveerd en uitbreid met ondergrondse ruimten.
De federale archiefwet van 26 juni 1998, die in werking trad op 1 oktober 1999, voorziet in de vrije en gratis toegang tot de archieven van de Confederatie na een termijn van 30 jaar (voordien 35 jaar). Voor persoonsdossiers is dit 50 jaar. Alle federale instellingen zijn verplicht hun archieven over te dragen aan de Bondsarchieven voor zover zij deze zelf niet hoeven bij te houden en hen alle documenten met een archivarische waarde over te maken.

## Directeurs
| Periode   | Directeur                 |
| --------- | ------------------------- |
| 1799      | Philipp Christoph Reibelt |
| 1799      | Josef Mariä Businger      |
| 1799-1803 | Marc Louis Vinet          |
| 1803-1848 | Karl Samuel Wild          |
| 1849-1861 | Johann Jakob Meyer        |
| 1856-1867 | Karl Joseph Krütli        |
| 1868-1913 | Jakob Kaiser              |
| 1914-1932 | Heinrich Türler           |
| 1933-1954 | Léon Kern                 |
| 1954-1973 | Leonhard Haas             |
| 1974-1990 | Oscar Gauye               |
| 1990-2004 | Christoph Graf            |
| 2004-2017 | Andreas Kellerhals        |
| 2018-     | Philippe Künzler          |

- Bibliothèque nationale de France: cb16244818d (data)
- Gemeinsame Normdatei: 2079097-1
- Historisch woordenboek van Zwitserland: 010349
- International Standard Name Identifier: 0000 0004 0435 2812
- Library of Congress Control Number: n82106037
- Nationale Bibliotheek van Tsjechië: ko2003196076
- Nationale Bibliotheek van Israël: 987007267840805171
- Système universitaire de documentation: 080155634
- Virtual International Authority File: 134892105